# Fundacja Walki z Korupcją

Logo FWK

Fundacja Walki z Korupcją (ros. Фонд борьбы с коррупцией, ФБК) – organizacja non-profit założona w 2011 roku przez rosyjskiego opozycjonistę Aleksieja Nawalnego i finansowana z prywatnych darowizn. FBK prowadziło śledztwa w sprawie domniemanej korupcji przez wysokich rangą rosyjskich urzędników państwowych. Informacje FWK były publikowane w Internecie, a także wykorzystywane w filmach dokumentalnych, m.in. On wam nie Dimon (2017) i Pałac dla Putina (2021).
9 października 2019 r. Ministerstwo Sprawiedliwości Federacji Rosyjskiej uznało Fundację za „agenta zagranicznego”. 9 czerwca 2021 r. FBK została uznana za organizację ekstremistyczną i zlikwidowana przez Moskiewski Sąd Miejski. 11 lipca 2022 Nawalny zapowiedział odtworzeie FBK jako organizacji międzynarodowej z siedzibą poza granicami Rosji.

## Ludzie związani z Fundacją
- Lubow Sobol
- Kira Jarmysz